# Estatuto Orgánico del Reino de Polonia
El Estatuto Orgánico del Reino de Polonia (en polaco: Statut Organiczny dla Królestwa Polskiego) fue una carta otorgada o ley de leyes que reemplazó a la Constitución polaca de 1815 a raíz del fracasado Levantamiento de Noviembre en el Zarato de Polonia. El Estatuto fue aprobado en la ocupada Varsovia del 13 al 25 de marzo de 1832 por el mariscal Iván Paskévich, nombrado Namiestnik del Reino de Polonia.  Para conmemorar el aplastamiento del zar de la Revolución de Cadetes, Aleksandr Pushkin escribió "Sobre la toma de Varsovia", elogiando la capitulación de la capital de Polonia como el "triunfo final" de la Madre Rusia. Otros escritores se unieron para celebrarlo. 
El Estatuto, firmado por el emperador Nicolás I, reemplazó e la llamada unión personal entre el Reino de Polonia y el Imperio Ruso con la "incorporación eterna" de Polonia en Rusia (un punto que en realidad se había establecido en el primer artículo de la Constitución de 1815). El Parlamento (en polaco: Sejm) fue abolido, y su ejército fusionado con el Ejército Ruso. 
La aparente autonomía que el Estatuto dejó inalterada incluyó el Consejo de Estado, el Consejo Administrativo, y el Banco de Polonia. De las cinco comisiones gubernamentales, dos (militar y religiosa/educativa) fueron disueltas (quedando solo la comisión de Tesoro, Justicia y Asuntos internos). Además, se incrementó el poder del Namiestnik de Polonia, centralizando en su figura el poder del Estado.